# Piana del Dragone
Piana del Dragone este o arie protejată (arie specială de conservare — SAC, sit de importanță comunitară — SCI) din Italia întinsă pe o suprafață de 686 ha, integral pe uscat.

## Localizare
Centrul sitului Piana del Dragone este situat la coordonatele 40°53′25″N 14°56′45″E / 40.890278°N 14.945833°E.

## Înființare
Situl Piana del Dragone a fost declarat sit de importanță comunitară în mai 1995 pentru a proteja 26 de specii de animale. Situl a fost protejat și ca arie specială de conservare în mai 2019.

## Biodiversitate
Situată în ecoregiunea mediteraneană, aria protejată conține 5 habitate naturale: Fânețe de joasă altitudine (Alopecurus pratensis, Sanguisorba officinalis), Galerii de Salix alba și de Populus alba, Cursuri de apă de la nivel de câmpie la nivel montan, cu vegetație Ranunculion fluitantis și Callitricho-Batrachion, Ape stătătoare oligotrofe până la mezotrofe, cu vegetație de Littorelletea uniflorae și/sau de Isoëto-Nanojuncetea, Liziere de ierburi înalte hidrofile de câmpie și de nivel montan până la alpin.
La baza desemnării sitului se află mai multe specii protejate:
- păsări (16): ciocârlie-de-câmp (Alauda arvensis), sticlete (Carduelis carduelis), florinte (Chloris chloris), prepeliță (Coturnix coturnix), lăstun de casă (Delichon urbicum), lișiță (Fulica atra), rândunică (Hirundo rustica), sfrâncioc roșiatic (Lanius collurio), codobatură galbenă (Motacilla alba), codobatură de munte (Motacilla cinerea), sitar de pădure (Scolopax rusticola), cănăraș (Serinus serinus), graur (Sturnus vulgaris), mierlă (Turdus merula), sturz-cântător (Turdus philomelos), pupăză (Upupa epops)
- amfibieni (2): Bombina pachypus, Triturus carnifex
- mamifere (6): liliac cu aripi lungi (Miniopterus schreibersii), liliac cu urechi de șoarece (Myotis blythii), liliac comun (Myotis myotis), liliacul mediteranean cu potcoavă (Rhinolophus euryale), liliacul mare cu potcoavă (Rhinolophus ferrumequinum), liliacul mic cu potcoavă (Rhinolophus hipposideros)
- nevertebrate (1): Melanargia arge
- reptile (1): șarpele cu patru dungi (Elaphe quatuorlineata)

Pe lângă speciile protejate, pe teritoriul sitului au mai fost identificate 3 specii de amfibieni, 1 specie de nevertebrate, 7 specii de reptile.